# 李秉彝 (景泰進士)
李秉彜（1424年—？），字好德，直隸蘇州府崑山縣人，順天府大興縣匠籍，明朝政治人物，進士出身。

## 生平
景泰元年（1450年）庚午科順天府鄉試第六名。景泰二年（1451年）聯捷辛未科會試第五十三名，殿試登進士第二甲第三十三名。官至給事中。

## 家族
曾祖父李雲、祖父李璣、父亲李恭。